# Hypolycaena spurcus
Hypolycaena spurcus är en fjärilsart som beskrevs av Talbot 1929. Hypolycaena spurcus ingår i släktet Hypolycaena och familjen juvelvingar. Inga underarter finns listade i Catalogue of Life.